# 팰리스 호텔 체인

고쿄 쪽에서 촬영한 팰리스 호텔.

팰리스 호텔 체인(일본어: パレスホテルチェーン 파레스 호텔 체인[*], Palace Hotel)은 일본의 호텔 체인이다. 도쿄도와 가나가와현, 사이타마현에 체인이 있다.

## 연혁
- 1960년 2월 1일 - ‘주식회사 팰리스 호텔’이 설립.
- 1961년 10월 1일 - 고쿄 앞에 ‘팰리스 호텔’을 개업.
- 1969년 12월 - ‘주식회사 호텔 그랜드 팰리스’를 설립.
- 1972년 2월 20일 - ‘호텔 그랜드 팰리스’를 개업.
- 1987년 3월 17일 - ‘주식회사 팰리스 호텔 오미야’를 설립.
- 1988년 4월 14일 - ‘팰리스 호텔 오미야’를 개업.
- 1991년 5월 - ‘주식회사 하코네 관광호텔’을 흡수 합병.
- 1992년 1월 - ‘하코네 관광호텔’을 ‘팰리스 호텔 하코네’로 개칭.
- 1994년 10월 13일 - ‘팰리스 호텔 다치카와’를 개업.
- 1999년 6월 - ‘주식회사 팰리스 호텔 오미야’는 ‘팰리스 호텔 다치카와’의 영업을 이관하여 사명을 ‘주식회사 팰리스 엔터프라이즈’로 변경.

## 주요 사건
- 1973년 8월 8일 - 호텔 그랜드 팰리스 2212호에서 투숙중이던 김대중이 중정 요원으로 추정되는 사람에게 납치되어 인근 2210호에 감금된 후 오사카로 옳겨져 수장위기에 처했다가 8월 13일, 자택 앞에서 발견. 김대중 납치사건을 참조.
- 2003년 9월 26일 - 요미우리 자이언츠의 오너 와타나베 쓰네오가 하라 다쓰노리 감독 사임과 호리우치 쓰네오 감독의 취임을 발표.
- 2005년 8월 21일 - 나가노현 지사에 재임중이던 다나카 야스오를 당수로 하는 신당 일본의 창당 기자회견.

## 체인 호텔
- 팰리스 호텔(일본어: パレスホテル 파레스 호텔[*])

도쿄도 지요다구 마루노우치 1초메

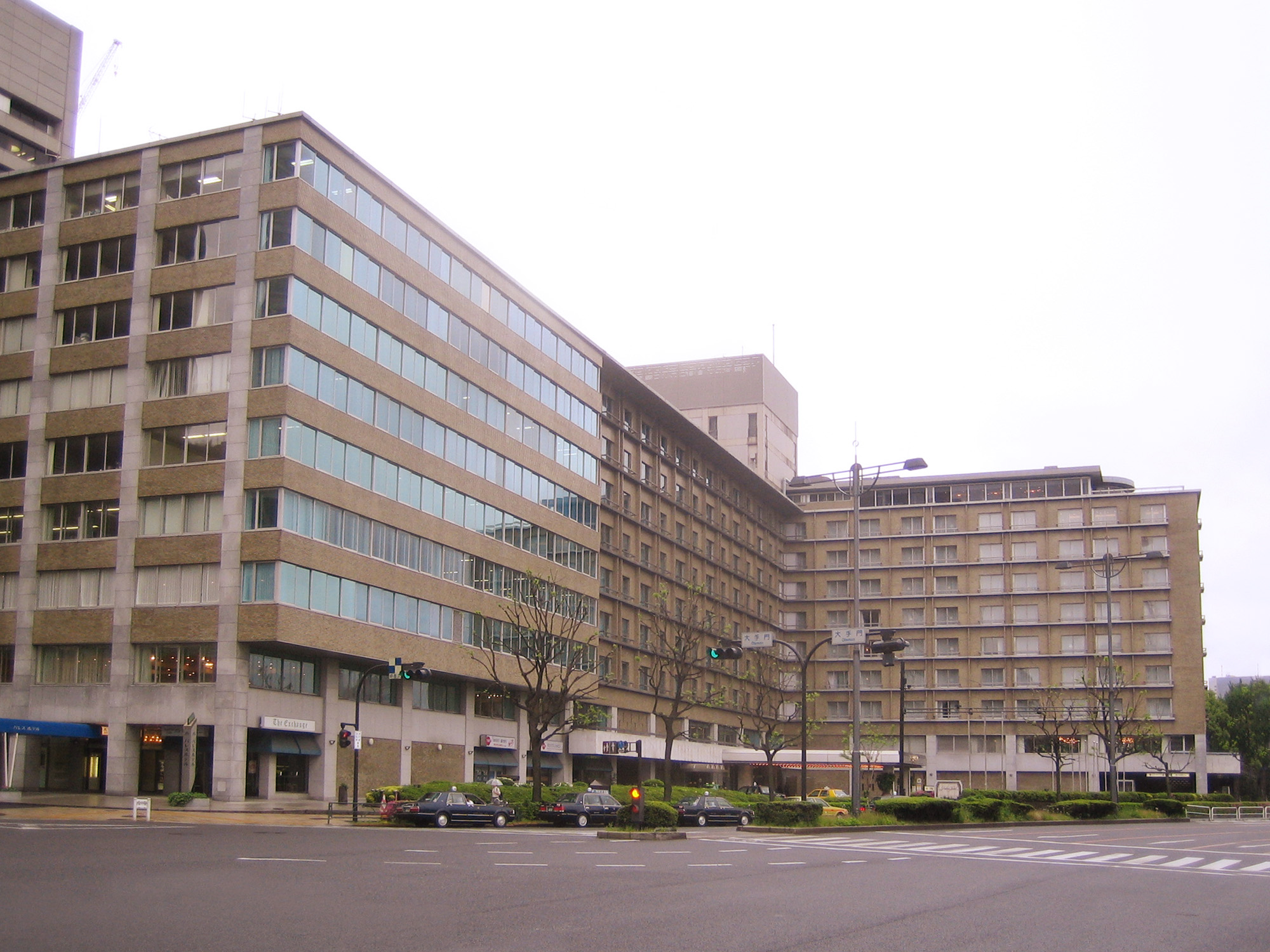
정면 입구측에서 촬영한 팰리스 호텔.

- 호텔 그랜드 팰리스(일본어: ホテルグランドパレス 호테루 그란도 파레스[*])

도쿄도 지요다구 이이다바시 1초메
- 팰리스 호텔 오미야(일본어: パレスホテル大宮 파레스 호테루 오미야[*])

사이타마현 사이타마시 오미야구 사쿠라기 정 1초메
- 팰리스 호텔 다치카와(일본어: パレスホテル立川 파레스 호테루 다치카와[*])

도쿄도 다치카와시 아케보노 정 2초메
- 팰리스 호텔 하코네(일본어: パレスホテル箱根 파레스 호테루 하코네[*])

가나가와현 아시가라시몬 군 하코네정

## 국내 호텔 입사 조건
전문대 졸업